# Kárpátalja visszafoglalása
Kárpátalja 1939-es visszafoglalása egy, a Magyar Királyi Honvédség által végrehajtott katonai akció volt 1939. március 15–18. között, a függetlenségét március 15-én kikiáltó Kárpát-Ukrajna ellen. Ennek során a magyar csapatok elfoglalták Kárpátalja teljes területét, amely ezt követően egészen 1944 októberéig a Magyar Királysághoz tartozott.

## A konfliktus előzményei
Kárpátalja 1920-ig a magyar állam része volt, az ekkor aláírt trianoni békeszerződésben azonban Magyarország – többek között – ezt is elvesztette, s az újonnan létrejött Csehszlovákiához csatolták. A Magyar Királyságban azonban mind az ország közvéleménye, mind a politikai elit a békeszerződés revíziójára törekedett, így ez lett a Horthy Miklós kormányzó nevével fémjelzett, két világháború közti Magyarország külpolitikájának legmeghatározóbb célkitűzése.
A revízióra kiváló alkalom mutatkozott, amikor az első világháborúból szintén vesztesként kikerülő Németország megkezdte az 1919-es versailles-i békeszerződés pontjainak fokozatos felszámolását. Ennek a német külpolitikának az egyik sarkalatos pontja volt a Harmadik Birodalom vezetőjének, Adolf Hitlernek az elhatározása Csehszlovákia felszámolására, amihez indokul az elnyomott szudétanémetek által lakott területeknek a Németországhoz való csatolásának szándékát használta fel. Ennek érdekében 1938. szeptember 29-én a náci Németország, Olaszország, Franciaország és az Egyesült Királyság megkötötték a müncheni egyezményt, melyben elismerték Németország fennhatóságát a Szudétavidékre, valamint Hitler követelésére egy függelékben kikötötték, hogy Csehszlovákia köteles tárgyalásokat folytatni Lengyelországgal és Magyarországgal, azok területi igényeinek kielégítése végett.
A csehszlovák kormánynak rövid idő alatt sikerült megállapodnia Lengyelországgal, s ennek értelmében Cieszyn és környéke lengyel fennhatóság alá került. A Magyarországgal Komáromban kezdett tárgyalások azonban lassan haladtak, majd megfeneklettek, mire megkezdődött magyar részről a Rongyos Gárda alakulatainak átdobása a határon túlra, amelyek partizántámadásokat hajtottak végre csehszlovák célpontok ellen (lásd: A Rongyos Gárda tevékenysége Kárpátalján). Végül a helyzet elmérgesedését megelőzendő, mindkét fél a müncheni egyezményt aláíró nagyhatalmakhoz fordult a helyzet rendezéséért. Anglia és Franciaország érdektelensége folytán egy német–olasz döntőbíróság ült össze Bécsben, amely 1938. november 2-án kihirdette az első bécsi döntést, aminek folytán Magyarország visszakapott egy 12 000 km²-nyi területet Csehszlovákiától, ui. lakosságának 84%-a magyar volt. Ekkor került vissza Kárpátalja déli, többségében magyarlakta sávja is, Ungvárral, Munkáccsal és Beregszásszal, ez Kárpátalja több mint 1/5 részét jelentette. A terület továbbra is Csehszlovákiához tartozó részén maradt azonban a magyar többségű Nagyszőlős és vegyes lakosságú környéke, valamint olyan, szigetszerűen elhelyezkedő magyar települések, mint Técső, Visk és Aknaszlatina.
Még a bécsi döntés kihirdetése előtt, a csehszlovák kormány autonómiát adott Kárpátaljának, október 9-én felállítva a terület első autonóm kormányát, melynek vezetőjéül Andrej Bródy ruszin politikust tették meg. 1939 februárjában azonban leváltották és bebörtönözték, mert jogot követelt a ruszin nép számára a saját sorsa felett való döntésre. Utódául Avgusztin Volosint nevezték ki, aki azonban még nyíltabban agitált a terület függetlenségéért. November 9-én Dmitro Klimpus vezetésével megalakult a Kárpáti Szics-gárda, főként galíciai önkéntesekből, amit Volosin a tartomány fő védelmi szervévé nyilvánított. Ezt követően olyan intézkedéseket vezetett be, amelyek sértették mind a ruszin, mind a magyar lakosság jogait: betiltotta a ruszin és magyar nyelvű lapokat, valamint feloszlatta a ruszin és a magyar egyesületeket, mivel nem volt célja Kárpátalja ruszin nemzeti jellegének erősítése, sokkal inkább az ukránosítása. A kárpátaljai német lakosság jogait azonban nem korlátozta, mivel – mint később kiderült – országát német védnökség alá kívánta helyezni.

## Az első incidensek
1939. január 6-án csehszlovák csapatok Lev Prchala tábornok vezetésével meglepetésszerű támadást intéztek Munkács ellen, melyben rész vettek a Szics-gárda alakulatai is. A támadást azonban a Rongyos Gárda a polgári lakosság és a helybéli rendőri alakulatok segítségével visszaverte. A magyar kormány már a bécsi döntést követően diplomáciai kísérleteket tett Kárpátalja egészének megszerzésére, mely próbálkozás azonban Hitler ellenállása miatt meghiúsult. A támadást követően azonban a kormány Sztójay Döme berlini követ révén üzenetet küldött Berlinbe, kijelentve, hogy amennyiben a német hadsereg megszállja Csehországot és Szlovákia kikiáltja függetlenségét, a Magyar Honvédség megszállja Kárpátalját, akár Németország ellenkezése mellett is. Március 11-én azonban a budapesti német követ, feltételezve „bizonyos, Kárpátalján történő magyar katonai akciókat,” átnyújtott egy jegyzéket, mely tartalmazta a német követeléseket a terület megszállása esetére. Ebben a német kormány kijelentette, hogy amennyiben a magyar kormány tiszteletben tartja a kárpátaljai kormány Németországgal korábban kötött gazdasági szerződéseit, a helybeli németek jogait és nem fogja üldözni a Volosin-kormány tagjait, az önálló Kárpát-Ukrajna kikiáltása esetén Németország beleegyezik a terület megszállásába.
Miután március elején Szics-gárdisták atrocitásokat követtek el magyar civilek ellen, a magyar kormány utasítására március 14-én az ungvári és munkácsi magyar helyőrségek reggel 6 órakor benyomultak Kárpátalja területére. A munkácsi határvadászok heves ellenséges tűz mellett a nap folyamán elfoglalták Klastromalját, Kölcsényt, Kendereskét, Felsőkerepecet, Gorondot és Mezőterebest. Az Ungvár térségéből támadó 5. gépkocsizó zászlóalj megszállta Cigányost és rövid tűzharcot vívott a cseh alakulatokkal Alsódomonya térségében. A magyar alakulatoknak ezzel az akciójukkal sikerült biztosítaniuk maguk számára az Ungvár és Munkács körüli magaslatokat, aminek stratégiai fontossága volt a másnap meginduló magyar offenzívában.

## Kárpátalja visszafoglalása
A csehszlovák belpolitikai válság idején Vörnle János útján a magyar kormány felajánlotta František Chvalkovský külügyminiszternek Kárpátalja megvásárlását, erre azonban már az idő előrehaladtával nem történtek konkrét lépések egyik fél részéről sem.
1939. március 14-én a Jozef Tiso vezette szlovák kormány kikiáltotta Szlovákia függetlenségét. Erre válaszul Volosin is kikiáltotta a független Kárpát-Ukrán Köztársaságot és országának német védnökség alá helyezését kérte. A magyar katonai vezérkar azonban már kidolgozta a hadműveleti terveket a terület megszállására: három hadseregcsoportot hoztak létre, egyet Munkácson, egyet Ungváron, a harmadikat pedig Beregszászban. A munkácsi csoport Szolyva, az ungvári Perecseny, a beregszászi pedig Nagyszőlős irányába kellett megindítsa a támadást. A hadművelet vezetésével vitéz Szombathelyi Ferenc vezérőrnagyot bízták meg.
Március 15-én hajnalban a honvédalakulatok megkezdték a Kárpátalja elleni offenzívát. A 14. kerékpáros zászlóalj és az alárendelt 24. határvadász zászlóalj azt a feladatot kapta, hogy foglalja el Nagyszőlőst. A zászlóalj Tiszaújlaknál átlépte a magyar határt és Fancsika, Tiszasásvár és Tiszaszirma érintésével Királyháza felé nyomult előre. A cseh harckocsikkal is támogatott Szics-gárdisták nem vállalkoztak Nagyszőlős védelmére, azt harc nélkül feladva visszavonultak a Királyháza–Tiszaveresmart vonalra. A munkácsi csoport a cseh csapatokkal folyamatosan harcolva Kölcsény területéről kiindulva a Latorca mentén Szolyva irányába nyomult, melyet este 22 órára vett be. Az ungvári csoport támadása azonban megfeneklett, ugyanis Alsódomonyáról nem sikerült kiverniük a cseh–ukrán csapatokat.
Másnap, március 16-án folytatódtak a hadműveletek. A beregszászi-csoport részét képező 14. kerékpáros zászlóalj Királyházát, míg a 24. határvadász zászlóalj Tiszaveresmartot támadta meg, sikeresen elfoglalva a kijelölt célpontokat. Innen a rövid életű Kárpát-Ukrajna fővárosa, Huszt felé nyomultak tovább, aminek határában, Kraszne poljén sor került a konfliktus legnagyobb csatájára a magyar csapatok és a Szics-gárdisták között, amely magyar győzelemmel ért véget, így a város magyar kézbe került. A 14. zászlóalj innen megállás nélkül előretört Técső irányába, melyet estére el is foglalt. A munkácsi-csoport időközben előretört a Vereckei-hágóig, így elérve az ezeréves magyar határt.
Az ungvári csoporthoz 16-án erősítés érkezett, ennek segítségével sikerült kiverni az ellenséget Alsódomonyáról, mely Nevickére vonult vissza. A nap folyamán az ungvári csoport Kapuszögig vonult előre.
Szintén a nap folyamán Ungár Károly alezredes csapataival egy nap alatt 115 km-t tett meg, elfoglalva Aknaszlatinát és Trebusát, majd Kőrösmezőn keresztül előrenyomult a lengyel határig. A munkácsi csoporthoz tartozó 12. kerékpáros zászlóaljat Volócon keresztül Dolha környékére irányították, ahol megtisztították a területet az oda visszahúzódó Szics-gárdistáktól.
Az ungvári-csoport március 17-én elérte Perecsenyt, elfoglalta Turjaremetét és Poroskőt, majd harc nélkül, Nagybereznán áthaladva elérte az Uzsoki-hágót.
Március 18-án egy kisebb Szics-gárdista alakulat rátámadt az Aknaszlatinán állomásozó 4. huszárezredre, de azok teljesen szétverték őket, megsemmisítve ezzel az utolsó ellenállási kísérletet is. A gárdisták többsége eddigre már letette a fegyvert, míg egy részük a Vereckei-hágón keresztül benyomult Lengyelországba, ahol tűzharcba keveredtek a lengyel határőrséggel, amely teljesen szétverte őket.

## Következmények
Március 18-án a magyar katonai vezérkar befejezettnek nyilvánította a Kárpátalja elleni magyar hadműveletet, majd néhány nap múlva a honvéd alakulatokat a szlovák határ mellé csoportosították át, március 23. – április 4. között részt véve a magyar–szlovák kis háborúban, melynek során a magyar csapatok megkísérelték Kelet-Szlovákia (jelentős ruszin kisebbség által lakott) területeinek elfoglalását egészen Poprádig. A támadást végül a magyar kormány német nyomásra leállította, de a megkötött magyar–szlovák békeszerződésben Szlovákia kénytelen volt lemondani egy keleti sávról Magyarország javára (nagyjából Szobránc és Takcsány vidékéről).
Kárpátalja megszállását követően ismét a Magyar Királyság része lett, amit azonban különleges közigazgatású területként tartottak számon, melyet 1944-ig kormányzói biztos vezetett. A terület Magyarországhoz való tartozásának haszna Lengyelország Németország és a Szovjetunió általi lerohanásakor mutatkozott meg, mikor a közös lengyel–magyar határon keresztül lengyel menekültek ezrei érkeztek az országba és kaptak menedékjogot.
A magyar közigazgatás bevezetése súlyosan negatív következményekkel járt Kárpátalja jelentős arányú zsidó lakossága számára. Ezekre az emberekre azonnal érvényesek lettek a Magyarországon addigra már bevezetett, a zsidók jogait korlátozó törvények, és persze sújtották őket a később érvénybe lépő jogfosztó törvények, rendeletek és egyéb intézkedések is. Szemben a Csehszlovákiában élvezett jogegyenlőséggel, a kárpátaljai zsidó értelmiség foglalkoztatását korlátozta a két hónappal később bevezetett második zsidótörvény. A régióban élő, magyar uralom alá került zsidók jelentős részét tették ki az 1941 nyarán kitoloncolt, és augusztusban Kamenyec-Podolszkijnál lemészárolt 26 ezer embernek. A Magyarországon maradt kárpátaljai zsidókat sújtotta a szintén 1941 augusztusában bevezetett harmadik zsidótörvény, és végül 1944 tavaszán a térség izraelitái a deportálások első hullámában kerültek koncentrációs táborba.
A térség feletti magyar fennhatóság azonban nem tartott sokáig. A második világháború végén, a nyugat felé folyamatosan előrenyomuló szovjet hadsereg 1944 októberére elérte Kárpátalját, majd a Tatár-hágónál vívott súlyos harcok után benyomult a területre, melyet a magyar kormány kiürített. A háború után megkezdődött a magyar és német lakosság Gulagra hurcolása, majd 1945-ben a Szovjetunió Csehszlovákiával megállapodva annektálta a területet, mely az Ukrán SZSZK része lett, ezzel egy új fejezetet nyitva a térség történelmében. A térség ruszin lakosságát Sztálin ukránná nyilvánította és a következő évtizedekben folytatódott az erőszakos ukránosítás, eltiltották őket egyebek mellett nyelvüktől, mondván, hogy ez csak egy nyelvjárása az ukrán nyelvnek.